# Циволька, Август Карлович
Август Карлович Циволька (в некоторых источниках — Циволько, пол. August Fryderyk Cywolka) (1810 — 16 марта 1839) — русский мореплаватель польского происхождения, прапорщик корпуса флотских штурманов, исследователь Арктики, участник трёх экспедиций к берегам Новой Земли.

## Ранние годы
Родился в Польше в Варшаве (тогда Варшавское герцогство) в 1810 году в семье небогатых аристократов. С детства интересовался мореплаваниями и путешественниками. В 1830 году, когда ему исполнилось 20 лет, Август поступил учиться в первый штурманский полуэкипаж морского корпуса в Петербурге. Учился Август очень хорошо, став лучшим в своём выпуске. Через два года, по окончании учёбы его в звании кондуктора корпуса флотских штурманов направили проходить службу на Балтийский флот на парусный фрегат «Кастор», на котором в 1832 году молодой Циволька совершил своё первое плавание из Кронштадта в Голландию.

## Экспедиция Пахтусова
Однако, долго на Балтийском флоте начинающий мореплаватель не задержался и был переведён служить в Архангельск. В своей первой экспедиции Август Карлович принял участие в 1834-35 годах в качестве командира карбаса «Казаков». Экспедицией руководил русский мореплаватель и гидрограф Пётр Кузьмич Пахтусов, ранее проводивший гидрографические работы на Печоре, Белом и Баренцевом морях и картографические работы у южного и восточного побережья Новой Земли. На этот раз Пахтусов намеревался провести картографические и гидрографические работы севера Новой Земли. Экспедиция стартовала в июле 1834 года из Архангельского порта. К архипелагу отбыло два новых судна исследователей: карбас Цивольки и шхуна «Кротов».
Из-за слишком высокой плотности льдов, окружающих архипелаг, экспедиция Пахтусова была вынуждена устроиться на зимовку на западном берегу Новой Земли, а командующему «Казаковым» Августу Карловичу было поручено идти в пролив Маточкин Шар, разделяющий южную и северную часть архипелага. На входе в залив команда Цивольки провела ряд астрономических и магнитных наблюдений, после чего встала на зимовку. Место для зимовки было выбрано в районе устья реки Чиракина на острове Южном, где сейчас в память о Пахтусове установлен памятный знак. С наступлением лета, когда ледовые условия заметно улучшились, экипаж «Казакова» покинул место зимовки и отправился на север вдоль восточного берега острова Северный. Условия для плавания были достаточно благоприятными, и Цивольке удалось, не заходя в многочисленные заливы, продвинуться на 160 километров на север до полуострова, названного им полуостровом де Флотта. На полуострове по приказу Августа Цивольки был установлен большой деревянный крест с надписью: «Крест сей поставлен корпуса флотских штурманов кондуктором Циволькою, доходившим сюда с описью по льду 24 апреля 1835 года».
Позже, тем же летом, Циволька с Пахтусовым намеревались пройти вдоль западного побережья острова Северный на север до мыса Желания, но далеко им пройти не удалось, «Казаков» был раздавлен массами льда вблизи острова Верха. Однако, команде карбаса удалось спастись, их подобрал корабль промышленника Ерёмина, доставивший мореплавателей обратно к Маточкину Шару. После неудавшейся попытки пройти на север западным берегом Пахтусов вместе с Циволькой на оставшемся судне вновь выдвинулся вдоль восточного берега, описав его до острова Пахтусова у полуострова Жерди, на чём первая экспедиция Цивольки была закончена.

## Экспедиция фон Бэра
По возвращении с Новой Земли Август Карлович Циволька какое-то время занимался описью и измерениями прибрежных шхер Финляндии, однако уже спустя два года после возвращения со своего первого путешествия в 1837 году Август Карлович в ранге прапорщика корпуса флотских штурманов, который он получил 12 февраля 1836 года, получил приглашение Петербургской академии наук возглавить шхуну «Кротов» в естественно-геологической экспедиции к Новой Земле Карла Эрнста фон Бэра — одного из основоположников эмбриологии и сравнительной анатомии, академика Петербургской академии наук и президента Русского энтомологического общества. Результатом этой экспедиции стало собрание коллекции около 90 видов растений и 70 видов беспозвоночных архипелага. Кроме того, в нескольких местах были проведены подробные исследования геологического строения островов, измерена высота некоторых гор в районе Маточкиного Шара и сделаны магнитные наблюдения в окрестностях реки Нехватова.

## Последняя экспедиция Цивольки
В третий и в последний раз мореплаватель отправился к Новой Земле в 1838 году, встав во главе гидрографической экспедиции на шхунах «Новая Земля» и «Шпицберген». «Новой Землёй» командовал сам Циволька, а командиром «Шпицбергена» был назначен штурман Степан Андреевич Моисеев. Суда имели несколько разный ход, из-за чего Моисеев прибыл на 11 дней раньше. Местом для встречи и зимовки кораблей была выбрана бухта Мелкая, расположенная чуть южнее того самого острова Пахтусова, у которого закончилась экспедиция Цивольки-Пахтусова. После того, как к бухте прибыл «Шпицберген», шхуны были разгружены и начались наблюдения, для чего на берегу бухты были установлены необходимые метеорологические приборы и закреплён уровнемер-футшток.
По окончании оборудования всего необходимого для предстоящей зимовки «Шпицберген» отправился на север описывать побережье Новой Земли, однако вскоре Циволька заболел, и экипажу пришлось вернуться к зимовью. Состояние Августа Карловича становилось всё хуже, в декабре он перестал вставать с постели, а 16 марта 1839 года мореплаватель скончался от цинги (по другим данным — от водянки груди). Ставший после смерти Цивольки руководителем экспедиции Степан Моисеев передал на материк сообщение: «Похоронили мы своего начальника в гробу, в забой снега под южным утёсом, с должною почестию».

## Память
В память об исследователе Арктики в середине 1950-х годов был восстановлен дом последней экспедиции Цивольки и установлена мемориальная доска. Сохранилась могила Августа Карловича. На могиле стоит деревянный крест 1839 года с надписью: «Здесь покоится прах н. э.к.ф.ш. Прапорщик Циволька окончил свою жизнь марта 16 дня 1839 года и еще 8 человек умерло во время зимовки от цынготной болезни из служителей. Крест поставлен к.ф.ш. прапорщиком Моисеевым».
В его честь назван целый ряд географических объектов русской Арктики: группа островов в составе архипелага Норденшельда (Эдуардом Толлем в 1901 году), мыс на западном побережье северной части Новой Земли (советской гидрографической экспедицией), залив и остров неподалёку от острова Пахтусова в восточной части острова Северный (британским исследователем Пирсоном в 1897 году и советским капитаном Фёдором Михайловичем Щепетовым в 1934 году соответственно), залив острова Южный и мыс на острове Междушарский (советскими гидрографами в 1930 году); а также остров Циволько в заливе Петра Великого в Японском море.